# Черноголовая чаучилла

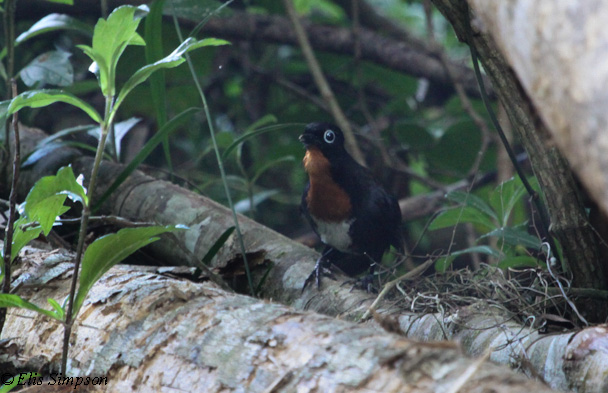
Самка черноголовой чаучиллы (Orthonyx spaldingii)

Черноголовая чаучилла (лат. Orthonyx spaldingii) — воробьиная птица из семейства Orthonychidae, эндемик Австралии.

## Систематика
В своём исследовании 1999 года, Шоуд и Мейсон признали существование двух подвидов O. s. spaldingii и O. s. melasmenus, ареалы которых были разделены зоной интерградации.

## Описание
Безошибочно определяемая напоминающая дрозда, обитающая на поверхности почвы птица. Самцы и самки имеют преимущественно темно-коричневую окраску с белым кольцами вокруг глаз, стержни рулевых перьев в виде шипов торчат за пределами опахал перьев; самцы имеют белое горло, грудь и живот; у самок горло и верхняя часть груди ярко-рыжего цвета, нижняя часть груди и живот белые.

## Распределение и среда обитания
Ареал черногорлой чаучиллы занимает горные и равнинные тропических дождевые леса в северо-восточном Квинсленде.

## Поведение
Питается главным образом беспозвоночными, но может поедать также и мелких позвоночных.
Голос — продолжительное стрекотание, пение и другие сложные вокализации.
Гнезда строит на земле или близко от её поверхности, часто на папоротниках, на пнях или бревнах. Громоздкое, куполообразное гнездо построено из веточек. Кладка состоит из одного, возможно, иногда двух белых яиц.